# Haudi Abdillah
Haudi Abdillah (sinh ngày 20 tháng 4 năm 1993) là một cầu thủ bóng đá người Indonesia hiện tại thi đấu ở vị trí hậu vệ cho câu lạc bộ tại Liga 1 PSIS Semarang.

## Carrier

### Persibas Banyumas
Haudi ký hợp đồng chuyên nghiệp đầu tiên với Persibas Banyumas mùa giải 2011-2012 tại Divisi I Liga Indonesia. Mùa giải đó, Persibas Banyumas kết thúc ở vị trí thứ 3 trong giai đoạn 1 của Divisi I Liga Indonesia sau Persika Karawang và Persibangga Purbalingga.

### PSCS Cilacap
Haudi chuyển đến PSCS Cilacap và trải qua 5 mùa giải ở đó (2012 - 2016). Anh có bàn thắng đầu tiên cho PSCS Cilacap trong chiến thắng 2-1 trước Pusamania Borneo F.C. ở Liga Indonesia Premier Division 2014 clash ngày 23 tháng 10 năm 2014 at Wijayakusuma Stadium. 
Trong năm 2016, anh giúp PSCS Cilacap vô địch Indonesia Soccer Championship B 2016. Trong trận chung kết, Haudi ghi 1 bàn ở hiệp phụ và giành chiến thắng 4-3 trước PSS Sleman.

### PSIS Semarang
Ngày 13 tháng 1 năm 2017 Haudi gia nhập PSIS Semarang, anh được chọn làm đội trưởng mùa đầu tiên và thành công khi giúp PSIS Semarang lên chơi ở Liga 1.

## Danh hiệu
- PSCS Cilacap:
  - 2016 Indonesia Soccer Championship B Vô địch
- PSIS Semarang:
  - Liga 2 2017 Third Vô địch